# Cormeilles (Eure)
Cormeilles és un municipi francès situat al departament de l'Eure i a la regió de Normandia. L'any 2007 tenia 1.203 habitants.

## Demografia

### Població
El 2007 la població de fet de Cormeilles era de 1.203 persones. Hi havia 572 famílies, de les quals 244 eren unipersonals (88 homes vivint sols i 156 dones vivint soles), 164 parelles sense fills, 132 parelles amb fills i 32 famílies monoparentals amb fills.
La població ha evolucionat segons el següent gràfic:
Habitants censats

### Habitatges
El 2007 hi havia 714 habitatges, 593 eren l'habitatge principal de la família, 54 eren segones residències i 67 estaven desocupats. 512 eren cases i 193 eren apartaments. Dels 593 habitatges principals, 291 estaven ocupats pels seus propietaris, 287 estaven llogats i ocupats pels llogaters i 15 estaven cedits a títol gratuït; 41 tenien una cambra, 81 en tenien dues, 155 en tenien tres, 146 en tenien quatre i 170 en tenien cinc o més. 299 habitatges disposaven pel capbaix d'una plaça de pàrquing. A 322 habitatges hi havia un automòbil i a 135 n'hi havia dos o més.

### Piràmide de població
La piràmide de població per edats i sexe el 2009 era:
| Homes | Edats   | Dones |
| ----- | ------- | ----- |
| 0     | 95 o +  | 0     |
| 0     | 90 a 94 | 8     |
| 4     | 85 a 89 | 24    |
| 8     | 80 a 84 | 16    |
| 20    | 75 a 79 | 44    |
| 40    | 70 a 74 | 44    |
| 28    | 65 a 69 | 48    |
| 44    | 60 a 64 | 32    |
| 32    | 55 a 59 | 12    |
| 32    | 50 a 54 | 28    |
| 28    | 45 a 49 | 36    |
| 52    | 40 a 44 | 48    |
| 32    | 35 a 39 | 32    |
| 44    | 30 a 34 | 48    |
| 56    | 25 a 29 | 32    |
| 24    | 20 a 24 | 16    |
| 28    | 15 a 19 | 16    |
| 36    | 10 a 14 | 44    |
| 32    | 5 a 9   | 40    |
| 36    | 0 a 4   | 28    |

## Economia
El 2007 la població en edat de treballar era de 696 persones, 518 eren actives i 178 eren inactives. De les 518 persones actives 439 estaven ocupades (244 homes i 195 dones) i 79 estaven aturades (36 homes i 43 dones). De les 178 persones inactives 61 estaven jubilades, 45 estaven estudiant i 72 estaven classificades com a «altres inactius».

### Ingressos
El 2009 a Cormeilles hi havia 570 unitats fiscals que integraven 1.137,5 persones, la mediana anual d'ingressos fiscals per persona era de 13.948 €.

### Activitats econòmiques
Dels 124 establiments que hi havia el 2007, 1 era d'una empresa extractiva, 7 d'empreses alimentàries, 4 d'empreses de fabricació d'altres productes industrials, 13 d'empreses de construcció, 43 d'empreses de comerç i reparació d'automòbils, 3 d'empreses de transport, 12 d'empreses d'hostatgeria i restauració, 4 d'empreses financeres, 7 d'empreses immobiliàries, 7 d'empreses de serveis, 14 d'entitats de l'administració pública i 9 d'empreses classificades com a «altres activitats de serveis».
Dels 38 establiments de servei als particulars que hi havia el 2009, 1 era una gendarmeria, 1 oficina de correu, 3 oficines bancàries, 1 funerària, 1 taller de reparació d'automòbils i de material agrícola, 1 taller d'inspecció tècnica de vehicles, 2 autoescoles, 1 paleta, 2 guixaires pintors, 4 fusteries, 3 lampisteries, 1 electricista, 2 empreses de construcció, 3 perruqueries, 1 veterinari, 6 restaurants, 3 agències immobiliàries i 2 salons de bellesa.
Dels 22 establiments comercials que hi havia el 2009, 1 era un hipermercat, 1 una gran superfície de material de bricolatge, 1 una botiga de més de 120 m², 2 fleques, 4 carnisseries, 1 una botiga de congelats, 1 una peixateria, 1 una llibreria, 3 botigues d'equipament de la llar, 1 una sabateria, 1 una botiga d'electrodomèstics, 2 drogueries, 1 una perfumeria i 2 floristeries.
L'any 2000 a Cormeilles hi havia 10 explotacions agrícoles que ocupaven un total de 148 hectàrees.

## Equipaments sanitaris i escolars
L'únic equipament sanitari que hi havia el 2009 era una farmàcia.
El 2009 hi havia 1 escola maternal i 2 escoles elementals. Cormeilles disposava d'un col·legi d'educació secundària amb 395 alumnes.

## Poblacions més properes
El següent diagrama mostra les poblacions més properes.